# رابرت کینگ (نویسنده)
رابرت کینگ (زادهٔ ۱۹۵۹) نویسنده و تهیه‌کننده فیلم و تلویزیون آمریکایی است. او با میشل کینگ ازدواج کرده‌است، آنها همچنین در فیلم کمدی درام BrainDead نقش زن و شوهر را داشته‌اند.
از فیلم‌ها یا مجموعه‌های تلویزیونی که وی در آن‌ها نقش داشته است، می‌توان به همسر خوب و کشمکش خوب اشاره نمود.
کشمکش خوب

## زندگی شخصی
رابرت با میشل در سال ۱۹۸۳ آشنا شد، زمانی که میشل دانشجوی سال آخر در دانشگاه کالیفرنیا، لس آنجلس بود و به صورت پاره وقت در فروشگاه کفش ورزشی فرانت‌رانرز کار می‌کرد. آن‌ها در سال ۱۹۸۷ ازدواج کردند و صاحب یک دختر به نام سوفیا شدند. 
رابرت کینگ در دبیرستان آرچ‌بی‌شاپ میتی و کالج وست‌مونت تحصیل کرد و کاتولیک مذهب است.

## حرفه
رابرت کینگ فعالیت حرفه‌ای خود را در سال ۱۹۸۲ با نوشتن فیلم تلویزیونی «دوستان خیالی» آغاز کرد. این فیلم با بازیگران کهنه‌کار پیتر یوستینوف و لیلی پالمر و به کارگردانی مایکل دارلو ساخته شد. کینگ بعداً فیلمنامه فیلم علمی-تخیلی ترسناک «لانه» The Nest (۱۹۸۸) را نوشت و در نگارش فیلم‌های «شبح مرکز خرید: انتقام اریک»، «زیر تخته پیاده‌رو» و «مشت خونین» (همه در سال ۱۹۸۹) مشارکت داشت. 
فعالیت سینمایی رابرت کینگ در دهه ۱۹۹۰ نیز با نوشتن فیلم‌های سینمایی متعددی ادامه پیدا کرد، از جمله «تماس کامل»، «آتش اژدها»، «تخته سنگ پاک»، «بی کلام»، «جزیره کاتتروت» و «گوشه سرخ». او در سال ۱۹۹۸ فیلم کمدی «مدیر به تعطیلات می‌رود» را کارگردانی کرد. همچنین در سال ۲۰۰۰ فیلم «فرشته‌های درون زمین» را به صورت مشترک نوشت و کارگردانی کرد. او در نوشتن فیلمنامه و تهیه فیلم «حد عمودی» نیز مشارکت داشت. رابرت و میشل کینگ در سال ۲۰۰۶ سریال درام کوتاه‌مدت «در عدالت» را به صورت مشترک خلق و تهیه کردند. 
آن‌ها به همراه هم سریال درام حقوقی دیگری به نام «همسر خوب» را خلق کردند که بسیار موفق‌تر بود و از سال ۲۰۰۹ تا ۲۰۱۶ به مدت هفت فصل از شبکه CBS پخش شد.  رابرت و میشل کینگ علاوه بر قسمت آزمایشی، در نگارش چهارده قسمت از سریال از جمله «برهنه»،  "غیر متعارف"،  "سلام"،  و دوازده قسمت دیگر را با هم نوشتند.کینگ و تیم نویسندگان سریال برای «همسر خوب» نامزد دریافت جایزه انجمن نویسندگان آمریکا برای بهترین سریال جدید شدند.
رابرت و میشل کینگ همچنین سریال کمدی-تریلر-درام «مغز مرده» را خلق و تهیه کردند که از ۱۳ ژوئن ۲۰۱۶ تا ۱۷ اکتبر ۲۰۱۶ از شبکه CBS پخش شد ولی پس از آن لغو شد. این زوج سپس به عنوان سرپرست تیم نویسندگان به سریال اسپین‌آف «همسر خوب»، یعنی «جنگ خوب» بازگشتند.

## جایزه و نامزد
کینگ برای فیلم همسر خوب نامزد جایزه انجمن نویسندگان آمریکا برای بهترین سریال جدید شده است. .